# Правила устройства электроустановок
Правила устройства электроустановок (ПУЭ) — группа отраслевых стандартов Минэнерго СССР, Минэнерго России и некоторых других стран. Эти правила не являются единым документом, издавались и продолжают издаваться (в некоторых странах) отдельными главами, одна из которых называется «Общая часть» и устанавливает общие требования; не являлись в России документами в области государственной стандартизации (проводимой на федеральном уровне). На уровне отрасли или сектора экономики существовала отраслевая стандартизация. Исторически (до введения системы технического регулирования) к стандартам в России относились в том числе документы, которые в соответствии с законодательством устанавливали обязательные требования к качеству товаров (работ, услуг). После 1 сентября 2025 года применение отраслевых стандартов в России запрещено.
Сборники правил принято именовать «изданиями».
В данный момент на территории различных государств действуют различные версии документов: в России 6 и 7-е (переизданные главы) издания, на Украине издание ПУЭ-2017, в Белоруссии 6-е издание и так далее.

## Состав
1. Общие правила
2. Канализация электроэнергии
3. Защита и автоматика
4. Распределительные устройства и подстанции
5. Электросиловые установки
6. Электрическое освещение
7. Электрооборудование специальных установок

## Ответственность за нарушение
В России ответственность за нарушение правил устройства электроустановок регламентируется статьёй 9.11 Архивная копия от 29 октября 2021 на Wayback Machine КоАП и включает в себя:
- на граждан — наложение административного штрафа в размере от одной тысячи до двух тысяч рублей;
- на должностных лиц — от двух тысяч до четырёх тысяч рублей;
- на лиц, осуществляющих предпринимательскую деятельность без образования юридического лица, — от двух тысяч до четырёх тысяч рублей или административное приостановление деятельности на срок до девяноста суток;
- на юридических лиц — от двадцати тысяч до сорока тысяч рублей или административное приостановление деятельности на срок до девяноста суток[6].

## Всероссийские (всесоюзные) электротехнические съезды
- Первый Всероссийский электротехнический съезд (1899)
- Шестой Всероссийский электротехнический съезд (1910—1911 года)
  - Правила и нормы для электротехнических устройств сильных токов
  - Правил устройства электротехнических сооружений низкого и высокого напряжения
  - Правила безопасности для театров, цирков, кинематографов и им подобных помещений для общественных собраний
  - Нормы для устройств линий воздушных проводов
  - Наставления для обращения с электрическими проводами и принадлежностями при тушении пожаров[7]
- Седьмой Всероссийский электротехнический съезд (1912—1913 года)
- Восьмой Всероссийский электротехнический съезд (1921 год)
- Первый Всесоюзный энергетический съезд (1928 год)

Правила безопасности и правила устройства для электротехнических сооружений сильных токов низкого и высокого напряжений (издание 1921 года).
Временные правила безопасности и правила устройства электротехнических сооружений сильного тока на торфопредприятиях (1937 г.)
Исторически наименование «Правила безопасности и правила устройства» объясняется тем, что в изданиях до 1933 года сначала формулировались общие требования — «Правила безопасности», обозначавшиеся параграфами, а затем в отдельных абзацах тех же параграфов, указывались «Правила устройства», дававшие разъяснения относительно рекомендуемых способов исполнения требований «Правил безопасности». При пересмотре правил было признано излишним сохранять такое подразделение и всем указаниям придан одинаково общий характер. Разделение на «Правила безопасности» и «Правила устройства» произошло в 1903—1904 гг. «Правила безопасности» утверждались правительственными органами Российской Империи, а «Правила устройства» одобрялись и рекомендовались Всероссийскими электротехническими съездами.
В 1933 году произошло разделение правил, относящихся к электроэнергетике от норм (стандартов) электропромышленности. Нормы электропромышленности заменяются стандартами.

## Ведомственный период

### СССР
В советский период не было принято ни одного закона, связанного с энергетикой. Вся отрасль, развившаяся в СССР к 1980-м годам до крупных масштабов, регулировалась исключительно административными актами — постановлениями Совета министров и приказами министров энергетики.
СНиП I-1-74 «Общие положения. Система нормативных документов» относил правила устройства электроустановок к нормативным документам по отдельным вопросам проектирования и строительства. При этом отдельные нормативные документы, устанавливающие требования к электроустановкам, выпускались под обозначениями «СНиП», «СН».
Модифицированные ПУЭ выпускались в виде новых последовательных изданий. Издание могло включать действующие разделы уже ранее изданные.
Послевоенный период
- Первое издание (1 и 2-е издания назывались «Правила устройства электротехнических установок»). В 1946—1949 годах выпускались отдельные разделы (брошюрами). В 1949 году было выпущено единое издание (без указания номера издания на титульном листе)[12], объединявшее все выпущенные к тому времени разделы. В 1950 году были выпущены «Изменения и дополнения» в отдельные выпуски и в издание 1949 года[13].
- Второе издание, 1950 год, (с указанием на титульном листе «издание второе»)[14]. Существенных отличий от издания 1949 года (кроме оформления) не было. В том же 1950-м был выпущен второй выпуск второго издания[15], в 1951-м стереотипное издание, в 1952 году добавлен раздел «Электрическая сварка»[16].
- Третье издание. Отдельные разделы появились с 1957 года[17]. В виде полной книги издавали с 1964[18] по 1966-й (с 65 года выпускалось репринтное издание, при том, что уже существовало 4-е издание).
- Четвёртое издание увидело свет в 1965 году[19].
- Пятое издание выпускалось отдельными выпусками с 1976 по 1982 гг.
- Шестое издание было подготовлено организациями Министерства энергетики и электрификации СССР. Срок введения в действие шестого издания — 1 июня 1985 года.

Решением № 3-5/85 Министерства энергетики и электрификации СССР от 27 сентября 1985 г. было приостановлено действие § 3.2.56 ПУЭ (шестое издание).

#### Строительные нормы и правила
- Группа СН
  - СН 4-57 Технические условия на производство и приемку строительных и монтажных работ. Раздел XIII. Электромонтажные работы. Часть 1;
  - СН 100-60 Технические условия на производство и приемку строительных и монтажных работ. Раздел 13. Воздушные линии электропередачи. Часть III;
  - СН 70-59 Технические условия на производство и приемку строительных и монтажных работ. Раздел 13. Электропроводки и кабельные линии. Часть II;
- СНиП III-И.6-62 Электротехнические устройства. Правила организации и производства работ. Приемка в эксплуатацию;
- СНиП III-И.6-67 Электротехнические устройства. Правила организации и производства работ. Приемка в эксплуатацию;
- СНиП III-33-76* Электротехнические устройства;
- СНиП 3.05.06-85 Электротехнические устройства.
- СН 174-67 Указания по проектированию электроснабжения промышленных предприятий;
- СН 174-75 Инструкция по проектированию электроснабжения промышленных предприятий;
- СН 357-77 Инструкция по проектированию силового и осветительного электрооборудования промышленных предприятий.

#### Ведомственные строительные нормы
- ВСН-342-75 (Минмонтажспецстрой СССР) Инструкция по монтажу силовых трансформаторов напряжением до 110 кВ включительно
- ВСН 59-88 Электрооборудование жилых и общественных зданий. Нормы проектирования
- СП 31-110-2003 Проектирование и монтаж электроустановок жилых и общественных зданий

#### Отраслевые стандарты
- ОСТ 46180-85* «Защита сельскохозяйственных животных от поражения электрическим током. Выравнивание электрических потенциалов. Общие технические требования».

#### Нормы технологического проектирования
Минэнерго СССР утверждены:
- ОНТП 5-78 Нормы технологического проектирования подстанций с высшим напряжением 35-750 кВ;
- РУП-1964 Руководящие указания по проектированию сельских электроустановок;
- НТПС-67 Нормы технологического проектирования сельских электрических сетей и электростанций;
- НТПС-88 Нормы технологического проектирования электрических сетей сельскохозяйственного назначения;
- НТПД-90 Нормы технологического проектирования дизельных электростанций;
- ВНТП-81 Нормы технологического проектирования тепловых электрических станций;
- Нормы технологического проектирования диспетчерских пунктов и узлов СДТУ энергосистем (1972 г.).

### Российская Федерация

Обложка печатного издания «Правила устройства электроустановок»

Акты органов СССР, принятые до 1990 года действуют на территории РСФСР непосредственно до приостановки.
В 1994 году в соответствии с системой нормативных документов в строительстве требования для инженерного оборудования зданий и сооружений и внешних сетей (кроме водоснабжения и канализации, теплоснабжения, отопления, вентиляции, газоснабжения) принимали в соответствии со стандартами Госстандарта России, Правилами устройства электроустановок Госэнергонадзора и соответствующими нормативными документами других органов.
В комплексе государственных стандартов ГОСТ Р 50571 на электроустановки зданий, принимаемых в 1994—1995 годах была запись: «до приведения „Правил устройства электроустановок“ (ПУЭ) в соответствие с комплексом стандартов на электроустановки зданий, ПУЭ применяют в части требований, не противоречащих указанному комплексу стандартов».
В 1995 году ПУЭ были внесены в перечень ведомственных нормативно-технических документов, подлежащих утверждению Минтопэнерго России. Все нормативно-технические документы, ранее утвержденные министерствами СССР, правопреемником которых являлось Минтопэнерго России, признали действующими, если они не противоречили законодательству Российской Федерации и не были переутверждены.
В 1997 году изменения в ПУЭ были внесены письмом Минтопэнерго. В 1998 году изменения в ПУЭ были внесены приказом Минэнерго.
Разделение областей надзора за электроустановками и установление министерства, которое принимает правила устройства электроустановок, производилось на основании договоров между министерствами.
С 1 июля 2000 года приказом Министра топлива и энергетики РФ от 6 октября 1999 года введены в действие:
- Раздел 6 «Электрическое освещение» (главы 6.1…6.6);
- Раздел 7 «Электрооборудование специальных установок» (главы 7.1…7.2).

Министерство энергетики Российской Федерации (по положению 2000 года) разрабатывало и утверждало в пределах своей компетенции нормативные правовые и технические акты по вопросам, входящим в компетенцию министерства, и осуществляло контроль за их исполнением.
- с 1 января 2003 года приказом Министерства энергетики России от 08.07.02 № 204 введены в действие:
  - Раздел 1. Общие правила (главы 1.1, 1.2, 1.7, 1.9);
  - Раздел 7. Электрооборудование специальных установок (главы 7.5, 7.6, 7.10).
- с 1 сентября 2003 года приказом Минэнерго России от 9 апреля 2003 г. № 150 введены в действие:
  - раздел 1 «Общие правила» (глава 1.8).
- с 1 октября 2003 года приказом Минэнерго России от 20 мая 2003 г. № 187 введены в действие:
  - Раздел 2. Передача электроэнергии (главы 2.4, 2.5)
- с 1 ноября 2003 года приказом Минэнерго России от 20 июня 2003 г. № 242 введены в действие:
  - Раздел 4. Распределительные устройства и подстанции (главы 4.1, 4.2).

Изменения в ПУЭ, принятые в этот период, не регистрировались в Минюсте.
Стандарт организации СО 153-34.20.120-2003 РАО ЕЭС дословно совпадает с ПУЭ.
Действующая версия правил не учитывает требования по защите электроустановок от пожаров (ГОСТ Р 50571.17-2000), защите от перенапряжений, вызываемых замыканиями на землю в электроустановках выше 1 кВ, грозовыми разрядами и коммутационными переключениями, электромагнитными воздействиями (ГОСТ Р 50571-4-44-2011).
23 марта 2023 Минэнерго России в письме N 05-1798 сообщило что ПУЭ не были зарегистрированы Минюстом России, в связи с чем не подлежат обязательному применению. В то же время ПУЭ можно руководствоваться в добровольном порядке в части, не противоречащей действующему законодательству Российской Федерации.

## Законодательный период
После выхода закона «О техническом регулировании» Минюст отказал в регистрации двадцати трёх новых глав ПУЭ седьмого издания.
Министерство энергетики Российской Федерации с 2009 года имеет право на разработку и утверждение сводов правил в установленной сфере деятельности.
С марта 2017 Министерство энергетики Российской Федерации имеет право утверждать нормативные правовые акты в области электроэнергетики, устанавливающие требования к обеспечению надёжности электроэнергетических систем, надежности и безопасности объектов электроэнергетики и энергопринимающих установок.

### Энергосистемы
Принятая в 1993 году Конституция Российской Федерации отнесла федеральные энергетические системы к ведению Российской Федерации.
В 2003 году был принят закон «Об электроэнергетике». Закон предусматривал принятие технического регламента по вопросам устройства электрических и тепловых установок. Обеспечение надежного и безопасного функционирования, предотвращение возникновения аварийных ситуаций в электроэнергетике должно было осуществляться в соответствии с законодательством Российской Федерации о техническом регулировании.
Федеральное агентство по энергетике было не вправе осуществлять нормативно-правовое регулирование в установленной сфере деятельности и функции по контролю и надзору, кроме случаев, установленных указами Президента Российской Федерации или постановлениями Правительства Российской Федерации.
В 2011 году в законе «техническое регулирование» было заменено на «государственное регулирование». Предусматривалось наличие:
- нормативных правовых актов, устанавливающих обязательные требования надежности и безопасности;
- технических регламентов, устанавливающих обязательные требования к продукции[38].

В 2013 году объекты электросетевого хозяйства были выведены из-под действия закона «О промышленной безопасности опасных производственных объектов».
В 2016 году в законе произошли изменения. В государственное регулирование надежности и безопасности в сфере электроэнергетики входят нормативные правовые акты Российской Федерации, устанавливающие требования к обеспечению надежности электроэнергетических систем, надежности и безопасности объектов электроэнергетики и энергопринимающих установок.
Нормативными правовыми актами Российской Федерации устанавливаются требования к:
- функционированию электроэнергетических систем, в том числе к обеспечению устойчивости и надежности электроэнергетических систем, режимам и параметрам работы объектов электроэнергетики и энергопринимающих установок, релейной защите и автоматике, включая противоаварийную и режимную автоматику;
- функционированию объектов электроэнергетики и энергопринимающих установок;
- планированию развития электроэнергетических систем;
- безопасности объектов электроэнергетики и энергопринимающих установок;
- подготовке работников в сфере электроэнергетики к работе на объектах электроэнергетики и энергопринимающих установках.

Также изменения предусматривают, что требования к оборудованию объектов электроэнергетики и энергопринимающих установок как к продукции устанавливаются в соответствии с правом Евразийского экономического союза и законодательством Российской Федерации.

### Электроустановки потребителей
В настоящее время действуют национальные технические регламенты, устанавливающие требования к электроустановкам потребителей и электрооборудованию:
- Технический регламент о безопасности зданий и сооружений:
  - СП 76.13330.2016 «СНиП 3.05.06-85 Электротехнические устройства»;
  - СП 256.1325800.2016 «Электроустановки жилых и общественных зданий. Правила проектирования и монтажа»;
  - СП 423.1325800.2018 «Электроустановки низковольтные зданий и сооружений. Правила проектирования во взрывоопасных зонах»;
  - СП 437.1325800.2018 «Электроустановки низковольтные зданий и сооружений. Правила проектирования защиты от поражения электрическим током»;
- Технический регламент о требованиях пожарной безопасности.

В ноябре 2017 Минюст России после многократной доработки документа зарегистрировал Приказ Минэнерго России от 16.10.2017 № 968 "Об утверждении требований к обеспечению надежности электроэнергетических систем, надежности и безопасности объектов электроэнергетики и энергопринимающих установок «Правила безопасности энергопринимающих установок. Особенности выполнения электропроводки в зданиях с токопроводящими медными жилами или жилами из алюминиевых сплавов». Соответствующие требования ПУЭ были признаны не подлежащими применению в декабре 2017.
В декабре 2017 был исключен пункт 223 главы 2.5 «Воздушные линии электропередачи напряжением выше 1 кВ».

## Законодательство Евразийского экономического союза
Для продукции, в отношении которой не вступили в силу технические регламенты Таможенного союза или технические регламенты Евразийского экономического сообщества, действуют нормы законодательства Таможенного союза и законодательств Сторон в сфере технического регулирования. ПУЭ к российскому законодательству в сфере технического регулирования не относится.
В настоящее время в России действуют технические регламенты Таможенного союза, связанные с электроустановками:
- ТР ТС 004/2011 О безопасности низковольтного оборудования (с 2013 г.);
- ТР ТС 012/2011 О безопасности оборудования для работы во взрывоопасных средах (с 2013 г.);
- ТР ТС 020/2011 Электромагнитная совместимость технических средств (с 2013 г.).

## Республика Беларусь
Правила устройства электроустановок (пункты 1.2.17…1.2.20, 1.7.1…1.7.56, раздел 2, раздел 7) включены в Перечень технических нормативных правовых актов, взаимосвязанных с техническим регламентом ТР 2009/013/BY «Здания и сооружения, строительные материалы и изделия. Безопасность».

## Украина
- Издание ПУЭ-2009 Украины было разработано Минтопэнерго Украины аналогично ПУЭ-7, но издавалось полностью, в том числе в переводе на русский язык:
  - Входят действующие на территории Украины репринтные разделы ПУЭ-86 (так в нём обозначено шестое издание ПУЭ):
    - Раздел 1. Общие правила, в составе:
    - Глава 1.1 Общая часть;
    - Глава 1.2. Электроснабжение и электрические сети;
    - Глава 1.3. Выбор проводников по нагреву, экономической плотности тока и условиям короны;
    - Глава 1.4. Выбор электрических аппаратов и проводников по условиям короткого замыкания;
    - Глава 1.5. Учёт электроэнергии;
    - Глава 1.6. Измерения электрических величин;
    - Глава 1.8. Нормы приёмо-сдаточных испытаний.
    - Раздел 2. Канализация электроэнергии, в составе:
    - Глава 2.1. Электропроводки;
    - Глава 2.2. Токопроводы напряжением до 35 кВ;
    - Глава 2.3. Кабельные линии напряжением до 220 кВ.
    - Раздел 3. Защита и автоматика, в составе:
    - Глава 3.1. Защита электрических сетей напряжением до 1 кВ;
    - Глава 3.2. Релейная защита;
    - Глава 3.3. Автоматика и телемеханика;
    - Глава 3.4. Вторичные цепи.
    - Раздел 4. Распределительные устройства и подстанции, в составе:
    - Глава 4.3. Преобразовательные подстанции и установки;
    - Глава 4.4. Аккумуляторные установки.
    - Раздел 5. Электросиловые установки, в составе:
    - Глава 5.1. Электромашинные помещения;
    - Глава 5.2. Генераторы и синхронные компенсаторы;
    - Глава 5.3. Электродвигатели и их коммутационные аппараты;
    - Глава 5.6. Конденсаторные установки.
    - Раздел 7. Электрооборудование специальных установок, в составе:
    - Глава 7.5. Электротермические установки;
    - Глава 7.7. Торфяные электроустановки.

  - Входят переработанные разделы, разработанные и принятые Минтопэнерго Украины в 2006—2008 гг:
    - Раздел 1. Общие правила, в составе:
    - Глава 1.7. Заземление и защитные меры электробезопасности;
    - Глава 1.9. Внешняя изоляция электроустановок.
    - Раздел 2. Канализация электроэнергии, в составе:
    - Глава 2.4. Воздушные линии электропередачи напряжением до 1 кВ;
    - Глава 2.5. Воздушные линии электропередачи напряжением выше 1 кВ до 750 кВ.
    - Раздел 4. Распределительные устройства и подстанции, в составе:
    - Глава 4.1. Распределительные устройства напряжением до 1 кВ переменного тока и до 1,5 кВ постоянного тока;
    - Глава 4.2. Распределительные устройства и подстанции напряжением выше 1 кВ.
    - Раздел 6. Электрическое освещение, в составе:
    - Глава 6.3. Наружное освещение;
    - Глава 6.4. Световая реклама, знаки и иллюминация;
    - Глава 6.5. Управление освещением;
    - Глава 6.6. Осветительные приборы и электроустановочные устройства;

  - В заключительную часть издания взамен большей части раздела 7 входят заново разработанные (в этом главное отличие от российского седьмого издания ПУЭ) по существу отдельные ПУЭ «Электрооборудование специальных установок», введенные в действие Министерством труда и социальной политики Украины в 2002 г.:
    - Раздел 1. Общие положения;
    - Раздел 2. Электроустановки жилых, общественных, административных и бытовых зданий;
    - Раздел 3. Электроустановки физкультурно-оздоровительных, спортивных, культурно-зрелищных зданий и сооружений, развлекательных и культурных учреждений;
    - Раздел 4. Электроустановки во взрывоопасных зонах;
    - Раздел 5. Электроустановки в пожароопасных зонах;
    - Раздел 6. Электроустановки грузоподъёмных машин (кранов);
    - Раздел 7. Электроустановки лифтов;
    - Раздел 8. Электросварочные установки;
    - Раздел 9. Установки электрического кабельного обогрева.